# Jozef Krnáč
Jozef Krnác (30 de dezembro de 1977) é um judoca eslovaco.
Foi vice-campeão olímpico nos Jogos Olímpicos de 2004 em Atenas